# Vittorio Sicuri
Vittorio Sicuri (Parma, 25 de marzo de 1938 - Barcelona, 12 de octubre de 2001) fue un director de orquesta (italiano) que dirigió de 1993 a 2001 el Coro Estable del Teatro Colón de Buenos Aires (Argentina).

## Biografía
Vittorio Sicuri nació en Parma y se formó en el Teatro Regio de su ciudad natal. En 1975 ingresó en La Scala de Milán como maestro interno, para ocupar poco después el cargo de Maestro del Coro. Durante estos años trabajó con los mayores directores orquestales: Claudio Abbado, Georges Prêtre, Kleiber, Leonard Bernstein, Gianandrea Gavazzeni, Seiji Ozawa, Carlo Maria Giulini, Wolfgang Sawallisch, Zubin Mehta y Giuseppe Sinopoli, además de directores escénicos como Franco Zeffirelli, Giorgio Strehler, Peter Ustinov, Jean-Pierre Ponnelle, Liliana Cavani, Miller y Liubimov, entre otros. Sicuri colaboró directamente con los compositores Karlheinz Stockhausen, Krzysztof Penderecki, Luigi Nono, Sylvano Bussotti y Luciano Berio en varios estrenos mundiales. 
Entre 1975 y 1979 fue director del coro del Festival Puccini en Torre del Lago. En 1981, con la Orquesta y Coro de la Scala dirigidos por Claudio Abbado, hizo una gira por los Países del Este y Grecia presentando el Réquiem de Giuseppe Verdi. En 1982 asumió como director del coro del Gran Teatro del Liceo de Barcelona y en 1985 el Gobierno Catalán le otorgó el Premio para la difusión de la cultura catalana. 
En 1990 fue elegido director de coros del Teatro Comunale-Maggio Musicale Fiorentino (donde, además de su actividad específica, dirigió conciertos sinfónico-corales con la Orquesta del Maggio). En 1992 se hizo cargo temporalmente del Teatro La Fenice de Venecia y, en 1993, comenzó su colaboración con el Teatro Colón, inicialmente como director invitado y, desde 1998, después de una ausencia de dos años, como Director Estable, cargo que ocupó hasta su muerte. En abril de 2000 el Gobierno Italiano le había otorgado el Premio Rodolfo Valentino reservado a las personalidades que han concurrido a la difusión de la cultura italiana en el mundo.